# Carreau d'arbalète
Pour les articles homonymes, voir carreau.

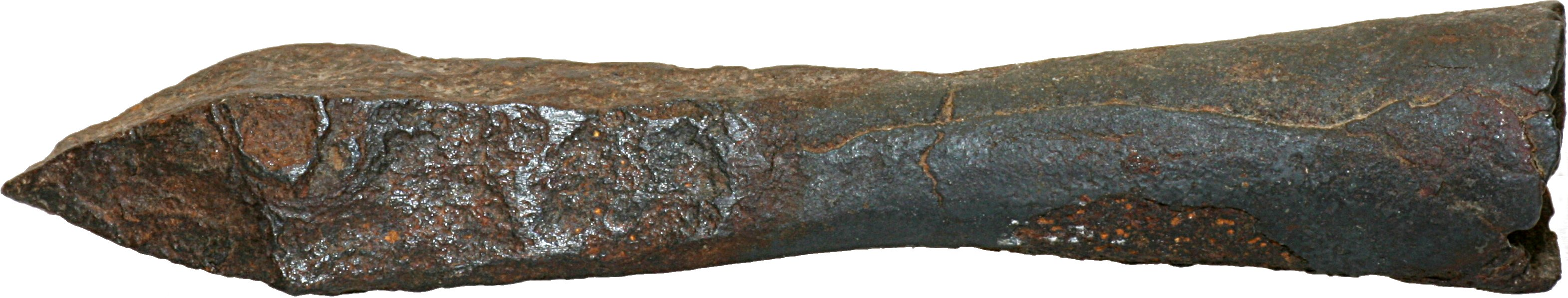
Carreau d'arbalète du XIVe siècle.

Le carreau d'arbalète, ou simplement le carreau ou encore le trait d’arbalète, est le projectile utilisé avec une arbalète, dont le fer pyramidal à quatre pans a une base carrée. 

## Description
Le carreau d’arbalète diffère de la flèche en ce qu’il est plus court, possède un fer plus fort et pesant, et n’est empenné que de deux pennes au lieu de trois, faits de cuir ou de parchemin. Ces caractéristiques traduisent un usage en tir tendu dont l'objectif est de pénétrer les armures, pour lequel les qualités balistiques (de masse et de forme) du carreau sont excellentes.

## Les carreaux d'arbalète célèbres

Carreaux et arbalète allemande du XVIe siècle-XVIIe siècle, exposée au Cleveland Museum of Art.

Le carreau d'arbalète de Guillaume Tell, avec lequel, selon la légende, il perça une pomme posée sur la tête de son fils.
Le carreau d'arbalète tiré du château de Châlus par Pierre Basile qui, blessant mortellement Richard Cœur de Lion, changea la face de l'histoire de l'Europe, permettant à Philippe II Auguste de donner au royaume de France l'essentiel de ses frontières actuelles.

## La dondaine
La dondaine est un type de projectile tiré par les arbalètes médiévales communément regroupés sous le nom de carreau. D'un usage exclusivement militaire, la dondaine se caractérise par la forme renflée de son fût, destinée à augmenter son poids et donc sa force de pénétration. Elle est traditionnellement équipée d'une pointe à lames de forme triangulaire, avec ou sans barbelures. Contrairement au carreau ordinaire dont le fût est cylindrique et la pointe cylindro-conique (comme une balle de fusil).
Le mot dondaine (ou dondon) est encore utilisé aujourd'hui pour désigner une grosse femme, le projectile ayant une forme similaire. On le retrouve dans le refrain connu des anciennes chansons : « La féri dondon, la féri dondaine » – férir signifie toucher sa cible (dans ce cas, avec une dondaine) ; il s'agit peut-être d'un reste de chanson d'arbalétrier, qui pendant le vol de la dondaine, l'encourage de la voix "féri donc !" et, ayant réussi, se réjouit d'un "elle a féri, dondaine" et dans la célèbre comptine "En passant par la Lorraine".

## Le vireton
Le vireton est un type de trait d'arbalète, destiné à un usage militaire au Moyen Âge. Se rapprochant de la dondaine par la forme renflée de son fût, il s'en distingue par la disposition hélicoïdale de son empennage. Celle-ci lui impose lors de son vol une rotation autour de son axe (d'où son nom : virer signifie tourner), qui augmente la stabilité de sa trajectoire (effet gyroscopique analogue à celui donné à un projectile par un canon rayé) et provoque (couplée à l'usage de pointes à barbelures) des blessures terribles.

## Le matras

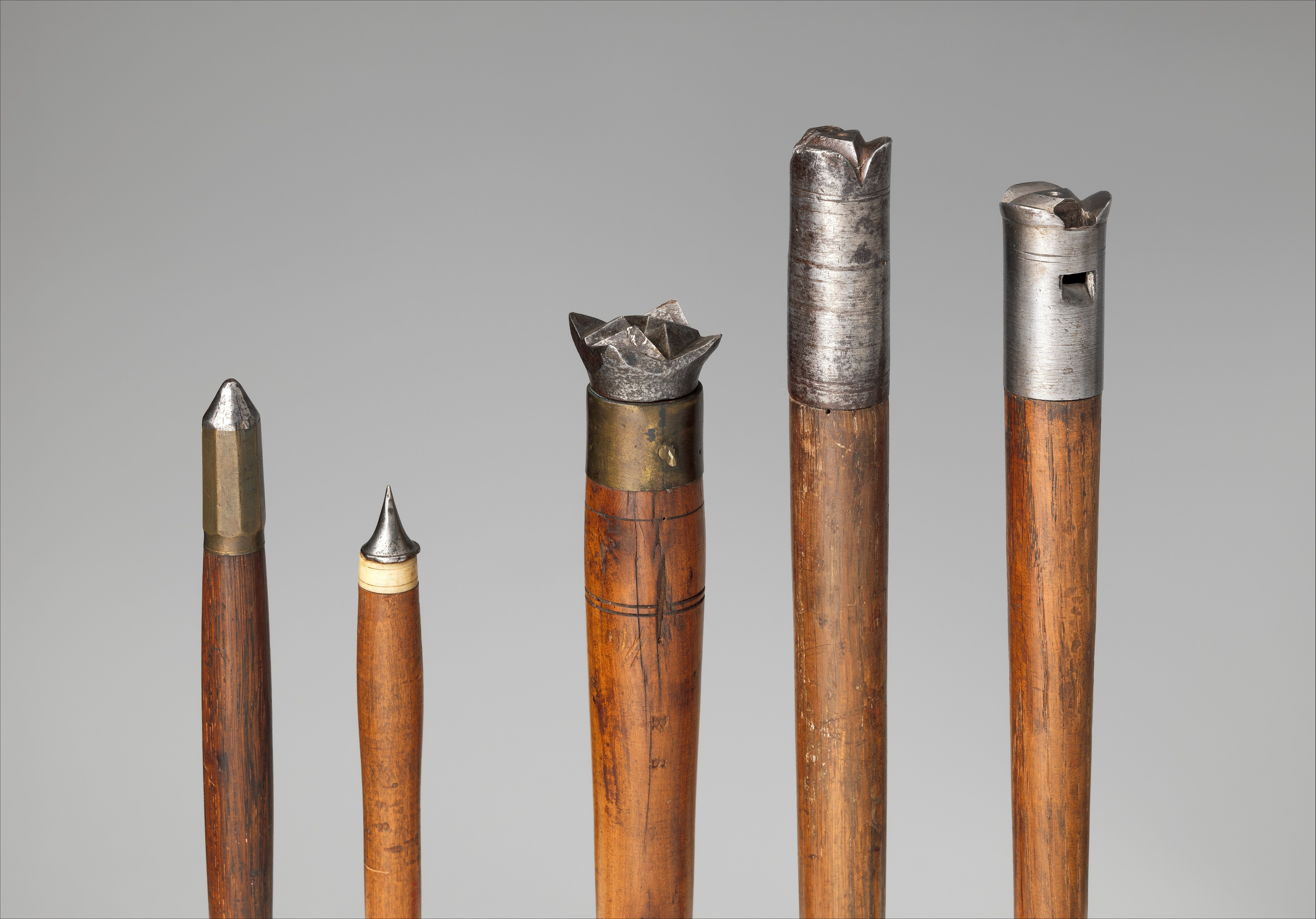
Différents types de carreaux.

Le matras est un type de carreau assez gros et lourd avec une tête plate rectangulaire ou cylindrique utilisé pour la chasse où il frappe violemment le gibier sans le transpercer (et donc sans abimer la peau).
Utilisé contre un homme, il est destiné à assommer malgré un casque ou à briser les membres sous les armures. (ce qui compte là n'est pas la pénétration du projectile mais la dispersion de l'énergie cinétique).

## Expression populaire
L'expression « se tenir à carreau » pourrait provenir de cette signification du mot « carreau » car elle signifie « être sur ses gardes, ne pas se manifester, s'efforcer de passer inaperçu, se contrôler, se taire » et sous-entend qu'on se met hors d’atteinte des projectiles, donc qu'avec cette attitude on ne risque rien ; néanmoins cette origine est contestée car elle ne daterait que du début du XXe siècle.